# Wodaabe
I Wodaabe (o Bororo) sono una sub-etnia appartenente al popolo dei Fulani e vivono una vita nomade nell'Africa centrale. Il nome dispregiativo "Bororo", letteralmente "pastori in stracci", datogli dalle tribù vicine non deve essere confuso con quello dei Bororo del Mato Grosso, Brasile. 
Giacché nomadi, i Wodaabe si spostano con il loro bestiame e vivono in capanne di rami. Le loro migrazioni li portano dal sud del Niger al nord della Nigeria, dal nord-est del Camerun, al sud-ovest del Ciad e nelle regioni occidentali della Repubblica Centrafricana. Da pochi anni a questa parte, penetrano anche nella Repubblica Democratica del Congo, nelle regioni del Basso Uele e dell'Alto Uele, che hanno una frontiera con il Centrafrica e il Sudan. 
In autunno si radunano per una festa chiamata Guérewol, durante la quale le ragazze scelgono il fidanzato fra tutti i ragazzi presenti.

## Popolazione
La natura nomade di questo popolo non permette un'enumerazione chiara della sua popolazione. Nel 1983, lo scrittore e fotografo Carol Beckwith stimava a 45 000 il numero di Wodaabe nel Niger. Negli anni 2000, Elisabeth Boesen dell'Università del Lussemburgo valutava il loro numero a 100 000 persone.

## Religione
I Wodaabe sono essenzialmente musulmani, anche se alcune pratiche legate a tradizioni locali sembrano negare alcuni precetti dell'Islam. L'Islam diventò una religione importante presso i Bororo nel corso del XVI secolo, quando lo studioso Muhammad al-Maghili predicò presso le élite del nord della Nigeria, convertendo le classi dirigenti dei popoli Hausa, Fulani e Tuareg.